# Les Angles (Gard)
Les Angles ist eine französische Gemeinde mit 8694 Einwohnern (Stand 1. Januar 2022) im Département Gard und in der Region Okzitanien.

## Geographie
Les Angles liegt auf einem Plateau hoch über dem Rhonetal gegenüber von Avignon. Dank ihrer besonderen Lage nahe der Stadt Avignon, die einen neuen TGV-Bahnhof hat, zieht die Ortschaft viele neue Einwohner und zahlreiche Unternehmen an. Ihre Entwicklung erfolgt hauptsächlich entlang der Straße vom Nachbarort Villeneuve-lès-Avignon nach Nîmes.
Eigentlich ist die Stadt in zwei Hälften geteilt: der jüngere Teil mit seinem Wohn- und Gewerbegebiet, und die hochgelegene Altstadt mit ihren Steinhäusern und engen Gassen mit Blick auf das Rhônetal, das bis nach Tarascon und Beaucaire führt.

## Geschichte
Der Name des Ortes geht auf die keilförmige Form des Dorfes zurück (wie ein Keil zum Aufspalten von Holz) und wird zum ersten Mal 1143 erwähnt. Zu dieser Zeit gehörten die Pfarrkirche Sainte-Marie und drei ländliche Kirchen der Abtei Saint-André an.

### Bevölkerungsentwicklung
| Jahr      | 1962 | 1968 | 1975 | 1982 | 1990 | 1999 | 2008 | 2017 |
| --------- | ---- | ---- | ---- | ---- | ---- | ---- | ---- | ---- |
| Einwohner | 2728 | 3505 | 4582 | 5570 | 6838 | 7578 | 8269 | 8349 |

## Sehenswürdigkeiten
Im Zentrum der Altstadt befindet sich die Notre-Dame-de-l'Assomption, eine gotische Kirche aus dem 15. Jahrhundert, mit einem hohen viereckigen Turm über dem Pfarrhaus. Das Bauwerk wurde anstelle einer alten Sarazenen-Festung errichtet. Im 16. Jahrhundert bevölkerten Protestanten das Dorf, errichteten dort eine Garnison und befestigten die Kirche samt Nebengebäude. Der alte angrenzende Friedhof wurde durch eine zierliche Freilichtbühne ersetzt. Zu sehen gibt es außerdem ein Backhaus, das alte Rathaus, die Kapelle Saint-Estève und das Schloss von Pontmartin.
Samstags findet ein Markt am place des Pliades statt.
Der Parc du Cosmos widmet sich ganz der Astronomie und befindet sich im Westen des Ortes. Er beinhaltet einen Parcours, auf dem man das Sonnensystem (im Maßstab 1:2.000.000.000) und das Universum kennenlernen kann, sowie ein Planetarium und den Astro-Club Hesperos.
In der Altstadt wurde ein Kulturpfad mit verschiedenen Routen eingerichtet: Routen von Malern, die von den historischen Stätten und Denkmälern des Ortes im Laufe der Jahrhunderte inspiriert wurden, sowie botanische Routen, die die botanische Vielfalt der Heimat und ihre Auswirkung auf Wirtschaft und Handwerk präsentieren.

## Wirtschaft
- Gemüseanbau
- Handwerksbetriebe

### Geschäfte
- Shoppingcenter Balzac
- Shoppingcenter am place des Priades mit Samstagsmarkt
- Shoppingcenter E.Leclerc mit Ladenpassage

## Sport
- Les Angles Rugby Club, spielt in der dritten Rugby-Regionalliga und hatte als Ehrenpräsident Jo Maso, der seit 1995 Manager der Rugby-XV-Mannschaft Frankreichs ist.[4]
- LASA basket club, Basketballverein.[5]

## Persönlichkeiten
- Victor Crumière (1895–1950), französischer Maler
- André Derain (1880–1954), französischer Maler, hielt sich zwischen 1922 und 1931 in der Provence auf und malte mehrere Gemälde von Les Angles und Umgebung, die sich in der Sammlung von Jean Walter und Paul Guillaume im Musée de l’Orangerie in Paris befinden.
- Herbert Klingst (1913–1998), deutscher Maler. Studierte Bildende Kunst in Leipzig und Dresden und lebte seit 1984 in Les Angles. Hinterließ viele äußerst intimistische Zeichnungen des Dorfes, der Landschaft und der Region.
- Louis Agricol Montagné (1879–1960), französischer Maler, hielt sich einen Großteil seines Lebens in Paris und Les Angles auf. Lebte im Schloss von Pontmartin.